# كزافييه مارشان
كزافييه مارشان (بالفرنسية: Xavier Marchand)‏ هو سباح فرنسي، ولد في 4 أغسطس 1973 في دوفيل في فرنسا.

## روابط خارجية
- كزافييه مارشان على موقع الاتحاد الدولي للسباحة (الإنجليزية)
- كزافييه مارشان على موقع SwimRankings.net (الإنجليزية)
- كزافييه مارشان على موقع اللجنة الأولمبية الدولية (الإنجليزية)
- كزافييه مارشان على موقع أوليمبيديا (الإنجليزية)